# Світло справедливості

Нагорода «Світло Справедливості»

Нагорода «Світло Справедливості» вручається за моральне, духовне та етичне лідерство. Нагороду заснувала канадійка українського походження Анастасія Шкільник на честь свого батька д-ра Михайла Шкільника – видатного юриста, громадського і політичного діяча часів визвольного руху в Україні 1917-1920 років.. Також засновником нагороди та одним із членів капітули “Світло Справедливості” є Борис Ґудзяк  – єпископ Української греко-католицької церкви. 
Адміністратор нагороди є Інститут лідерства та управління Українського католицького університету.

#### Засновники- Анастасія Шкільник та Борис Ґудзяк

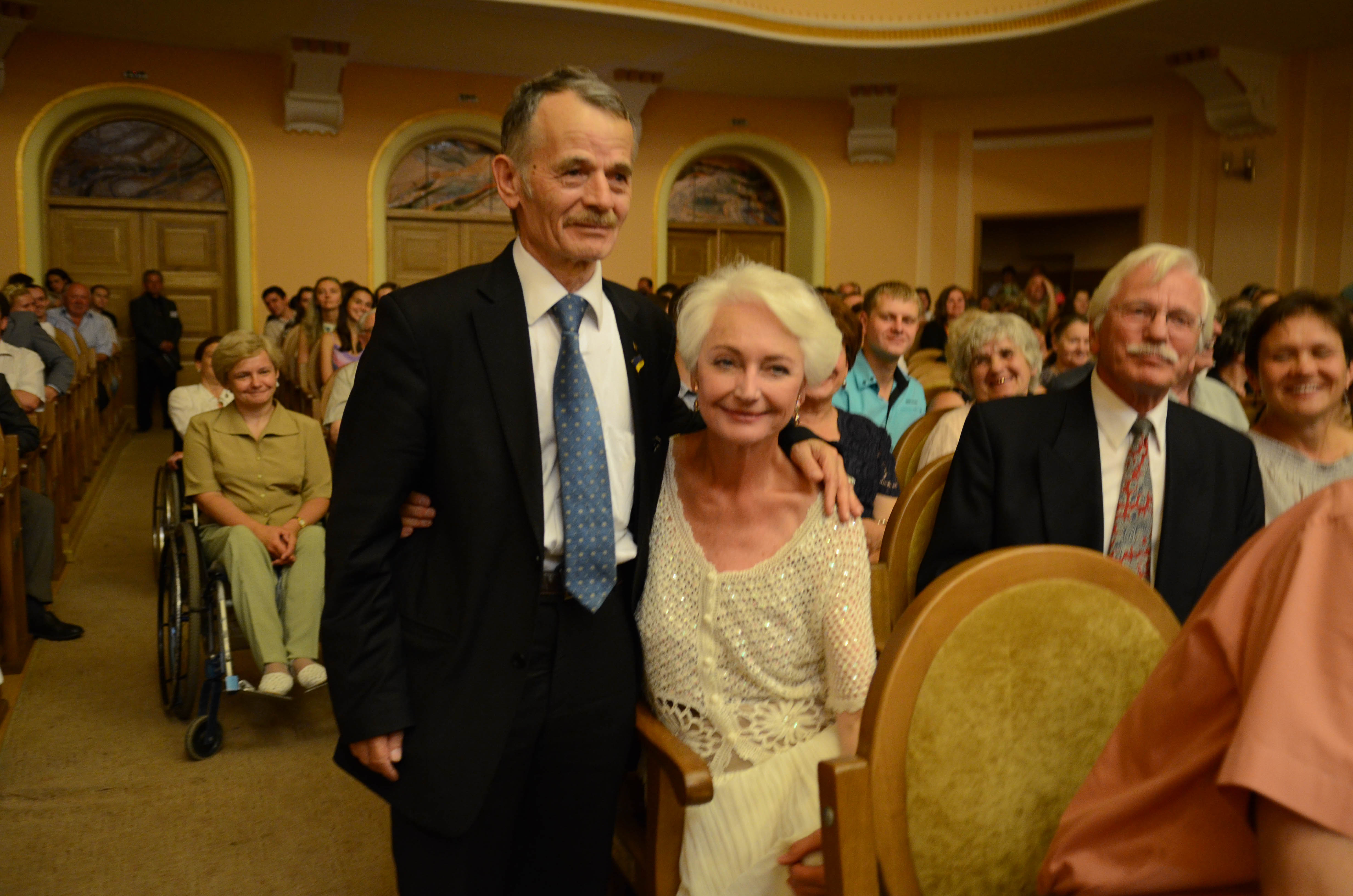
Анастасія Шкільник з Мустафою Джемільовим

Анастасія Шкільник народилась 22 серпня 1945 року в таборі для переміщених осіб поблизу міста Вассербурґ у Німеччині, коли її сім’я разом з багатьма іншими українцями втікала від сталінських переслідувань на своїй Батьківщині. У 1984 році Анастасія вийшла заміж за д-ра Джима Кингама. Понад 10 років вона працювала над темою тубільних народів Канади у канадському уряді. 2000 року Анастасія разом із чоловіком переїхала на острів Ванкувер. Наступні тринадцять років вона присвячує  своє життя допомозі та підтримці людей, яких спіткало горе та злидні. За її підтримки та у співпраці з «Карітас-Україна» було засновано програму з надання можливостей кредитування медичного обладнання; вона підтримувала український центр «Джерело» для дітей з розумовими та фізичними вадами; від імені організації «Врятуймо дітей» спонсорувала фандрейзингові заходи, що проводилися з метою надання допомоги дітям-п«За інтелектуальну відвагу» (2005) переселенцям із Сирії.  Анастасія Шкільник померла 13 травня 2014 року.
Михайло Шкільник народився в селі Сурохові на Західній Україні. Юридичну освіту здобув у Львівському та Краківському університетах. За часів Української народної республіки працював спочатку в Міністерстві економіки та торгівлі, а пізніше очолював Департамент консульської служби в Міністерстві закордонних справ. Після повалення УНР він повернувся до Західної України, де працював суддею у місті Перемишляни. Під час нацистської окупації був призначений мером Перемишлян. На цій посаді, ризикуючи власним життям та безпекою своєї сім’ї, він врятував життя рабина Рокеаха, відомого як «Великий рабин Белза», – лідера ортодоксальних євреїв Західної України. Завдяки зусиллям Михайла Шкільника у Перемишлянах було врятовано чимало родин. Пізніше він із сім’єю емігрував до Канади. 1971 року в Торонто були опубліковані його мемуари «Україна в боротьбі за державність у 1917 – 1921 роках».
Борис Ґудзяк  народився 24 листопада 1960 року в Сірак'юс, штат Нью-Йорк,  в родині українських емігрантів родом зі Львівщини. Закінчив католицьку середню школу, Академію християнських братів, а також Школу українознавства ім. Лесі Українки в м. Сиракузи. Навчався в Сиракузькому університеті, Університеті папи Урбана в Римі, Папському східному інституті. Учень Патріарха Йосифа Сліпого. 1998 – прийняв тайну священства, а  21 липня 2012 – призначений апостольським екзархом для українців греко-католиків Франції, Швейцарії та країн Бенілюксу. Борис Ґудзяк провідний науковець у галузі церковної історії, президент Українського католицького університету. Владика Борис, автор і редактор книг та статей на церковно-історичну, духовну, богословську тематику різними мовами, а також текстів про сучасне церковне життя, розвиток і реформу вищої освіти, духовність архітектури та з інших актуальних питань громадського, соціального, культурного й політичного життя. Найбільша праця – «Київська митрополія, Царгородський патріархат і генеза Берестейської унії». Бориса Ґудзяка нагороджено низкою нагород, серед яких: нагорода «Люди Нового времени 2015», нагорода ім. Яна Новака-Єзьоранського 2016, а також орденом «За інтелектуальну відвагу» (2005), Орден «За заслуги» III ступеня (2005).  Також владика Борис  є Кавалер ордена Почесного легіону, і Кавалер ордена Академічних пальм (нагорода Міністерства вищої освіти і науки Франції, 2008). Почесні звання: Почесний громадянин Львова (з 5 травня 2007 року), Доктор honoris causa Сиракузького університету (13 травня 2018) – «за його візію свободи та любов до людей, відважне лідерство у боротьбі з тиранією та підтримку своїх студентів під час Революції Гідності 2013 – 2014 років».

## Лауреати
Лауреат нагороди – це особистість, яка перебуває в авангарді суспільно-політичного життя України і при цьому дає постійне свідчення скромності, безкорисливості й вірності моральним принципам, мужнього слідування своїм переконанням та жертовності в обстоюванні ідеалів демократичного суспільства. Як зазначила Анастасія Шкільник, нагорода відзначає особливих людей за їхню здатність запалити світло справедливості у темних щілинах людської душі та вказати шлях до більш людяного суспільства. Першим лауреатом нагороди у 2010 році став Євген Сверстюк – видатний український публіцист і літературознавець, політв’язень, активний учасник національно-демократичного руху та учасник ініціативної групи «Першого грудня».
За словами владики, сьогодні як ніколи Україна потребує молодих лідерів, які для людини, для іншого вміють працювати, віддавати свій час, свої зусилля, щоб іншу людину підняти. І саме в цьому є почуття власного росту, власного задоволення.
“Будь-хто з нас десь у чомусь уже є лідером. Це може бути в родині, у співпраці двох осіб. Кожне заняття є гідним, якщо його робити для того, аби людина була людиною. Добрий лідер розуміє сутність людини і її призначення. Лідером не може бути той, хто заперечує гідність. Можна заробити багато грошей, навчитись керувати підлеглими… Але керівник, який не зустрічає людину як таїнство, лідером не буде”, – зазначив владика Борис.
«Нагорода є також добрим початком для того, щоб звернути увагу суспільства до тих проблем, які у нас залишаються у тіні, бо суспільству нібито набридли розмови про мораль», – зазначив Євген Сверстюк під час промови з нагоди вручення нагороди.
- Євген Сверстюк (2010)[3]
- Мустафа Джемілєв (2011)[4]
- Лариса Заливна (2012)[5]
- Надія Савченко (2015)[6]
- Наталія Седлецька (2017)[1]
- Леонід Фінберг (2018)[7]
- Юлія Мельник (2019)[8]
- Дмитро Карабчук (2019)[9]
- Тарас Чмут (2023)[10]
- Марія Берлінська (2023)[10]

#### Стипендія "Світло Справедливості"
З 2011 року Анастасія Шкільник започаткувала стипендію для студентів Українського католицького університету, активних у громадській праці та успішних у навчанні.